# Tom Clancy's Splinter Cell
Tom Clancy's Splinter Cell — відеогра в жанрі стелс-екшн, розроблена Ubisoft Montreal. Це перша частина серії Splinter Cell, яка курується американським письменником Томом Кленсі. Головного героя Сема Фішера озвучив актор Майкл Айронсайд.
Американське АНБ організовує новий секретний підрозділ «Третій ешелон». Сем Фішер стає першим оперативником цього підрозділу. Він повинен запобігти війні між США і Китаєм і відшукати місце де переховується президент Грузії Комбаяна Ніколадзе, щоб перешкодити йому використати секретну зброю під назвою «Арк».
Для N-Gage гра вийшла під назвою Tom Clancy's Splinter Cell: Team Action Stealth. Успіх гри породив декілька книг за її мотивами.

## Історія
Фішера відправляють в Грузію, його першим завданням є розслідування зникнення двох агентів ЦРУ (Блостайн і Медісон). Під час розслідування Фішер розкриває систематичні етнічні зачистки і масові вбивства серед мусульман Азербайджану, влаштовані за наказом президента Грузії Комбаяна Николадзе, який хоче отримати великі нафтові ресурси цієї країни. Після того, як НАТО втручається в ситуацію і зупиняє грузин, Ніколадзе йде в підпілля і в помсту ініціює інформаційну кризу в Америці, використовуючи комп'ютерні алгоритми, розроблені канадським хакером Філіпом Массі. Фішер отримує наказ знайти і усунути Ніколадзе. Під час розслідування Фішер дізнається, що Ніколадзе працював разом з китайським генералом-зрадником Конг Фейронгом над створенням ядерної зброї під кодовою назвою КОВЧЕГ і встановив його десь у США. Пробравшись у грузинський президентський палац, Фішер вбиває Ніколадзе.
Після вбивства Ніколадзе, Сем вирушає на Кольський півострів в Росії, щоб убити Філліпа Массі. Після цього Фішер намагається перешкодити Полковнику Олексійовичу та його солдатам захопити ядерну субмарину «Вселку».

## Ігровий процес
Стелс-орієнтований геймплейSplinter Cell, попри часті порівняння з серією Metal Gear, насправді має більше подібності з класичною стелс-серією для PCThief. Керуючи Фішером, гравець повинен уміло ховатися в тіні, крастися повз охоронців, використовувати навколишнє оточення та екіпіровку.
Тінь є головним помічником гравця. На інтерфейсі встановлено спеціальний індикатор, який вказує наскільки видно Фішера в цей час часу. Цей індикатор дозволяє гравцеві вірно вибрати місце для того, щоб сховатися від ворогів і не бути поміченим.
Використання зброї не вітається грою — звук пострілу дуже гучний і його можуть почути на великій відстані, крім того для негайного умертвіння ворога необхідно стріляти в голову, що є непростим завданням. Також на рівень гравцеві видається мала кількість патронів, які необхідно берегти на крайні випадки. Для бою у Фішера є автомат SC-20K з глушником, який може використовувати різні види боєприпасів (від звичайних куль до шокових), пістолет з глушником, кілька видів гранат. Крім використання зброї Фішер може вивести ворога з ладу оглушивши ударом по шиї. Усі тіла Сем може нести і ховати в тіні, щоб їх не виявили інші охоронці. Іноді умови завдання позбавляють Фішера можливості вбивати ворогів і він змушений лише оглушати або присипляти їх. Якщо Фішера все ж виявили, то охоронці б'ють на сполох. Після трьох піднятих тривог гра закінчується.
Для виконання завдань Фішер може використовувати свої акробатичні вміння та екіпіровку. Сем може залазити на виступи, дертися по трубах, у разі потреби зависнути між двома стінами і т. д. Але не всі завдання можна вирішити лише акробатикою. В інвентарі Фішера завжди є трифокальні окуляри нічного і інфрачервоного бачення, відмички, щоб відкривати замкнені двері і оптичний кабель для заглядання під двері.
Гра досить лінійна і пропонує кілька варіантів рішень. Гравець повинен просто зрозуміти, як найбільш ефективно пройти від однієї точки до іншої.

## Персонажі
- Сем Фішер — головний герой. Досвідчений ветеран таємних операцій, що працює на АНБ.
- Ірвінг Ламберт — зв'язок між Третім ешелоном і агентами, на зразок Фішера. Він контактує з Семом, щоб повідомити йому нову інформацію, завдання чи інструкції.
- Вернон Уїлкс молодший — людина відповідає за транспортування і озброєння польових агентів. Він привозить гравця на місце виконання місії й пізніше відвозить його до штабу. Він гине від рук російського найманця в «Калінатеке».
- Ганна Грімсдоттір — експерт з комп'ютерної безпеки. Вона іноді контактує з Фішером, щоб повідомити важливу інформацію.
- Комбаян Ніколадзе — головний лиходій. Він президент Грузії, який бажає перемогти Америку за допомогою своїх сил і ресурсів. Він починає технологічну війну проти США, але після невдачі йде в підпілля. Фішер вбиває його в президентському палаці.
- В'ячеслав Гринько — колишній російський спецназівець. Він військовий командир Ніколадзе, який зазвичай працює з найманцями. Фішер вбиває його на бійні.
- Філліп Массі — канадський хакер. Він забезпечив Ніколадзе необхідними технологіями для початку інформаційної війни з США.

## Місії
- Тренувальна база ЦРУ, Вірджинія. 7 серпня 2004. Довести, що ви підходите для цієї роботи.
- Старий квартал Тбілісі, Тбілісі, Грузія. 16 жовтня 2004. Знайти агентів ЦРУ Блостайна і Медісон.
- Міністерство оборони Грузії, Тбілісі, Грузія. 16 жовтня 2004. Розкрити секрет президента Ніколадзе.
- Каспійська нафтова вежа, Азербайджан, Каспійське море. 27 жовтня 2004. Отримати дані грузинських переговорів.
- Штаб-квартира ЦРУ, Ленглі, Вірджинія. 31 жовтня 2004. Вистежити «Крота» в ЦРУ.
- Будинок «Калінатек», Ленглі, Вірджинія. 1 листопада 2004. Дістати ключ до шифру.
- Китайське посольство в М'янмі, Янгон, М'янма. 11 листопада 2004. Знайти зв'язок між Грузією і Китаєм.
- Mouke Tsoe Bo Meats, Янгон, М'янма. 11 листопада 2004. Врятувати полонених американських солдатів.
- Китайське посольство в Бірмі, Янгон, М'янма. 11 листопада 2004. З'ясувати секрет президента Ніколадзе.
- Президентський палац у Грузії, Тбілісі, Грузія. 13 листопада 2004. Знайти Комбаяна Ніколадзе і «Арк».

Splinter Cell Mission Pack:
- Покинута фабрика, Кольський півострів, Росія. 19 січня 2005. Нейтралізувати Філіпа Масса.
- Суднобудівна верф, Кольський півострів, Росія. 26 січня 2005. Знайти субмарину.
- На борту себмарини Вселкі, Кольський півострів, Росія. 26 січня 2005. Визначити готовність боєголовок.

## Версії
Оскільки Splinter Cellрозроблявся відразу для декількох платформ кожна окрема версія гри відрізняється від іншої.
Xbox: Xbox-версія гри містить поліпшене освітлення і деталізованіші моделі. Ролики виконані на рушії гри, тоді як в інших версіях вони представлені у вигляді відео. Жодне з доповнень присутніх в PS2 і GameCube версіях не представлені, але є можливість закачати через сервіс Xbox Live три додаткових рівня.
ПК: ПК-версія є портом з Xbox і повністю копіює її. Версія відрізняється можливістю виставити вищу роздільну здатність, деякими роликами у відеофайлах, можливістю збереження у будь-який момент і підтримкою клавіатури й мишки. Бонусів не представлено, але пізніше з'явилася можливість окремо докупити три додаткових рівня.
Mac: Mac-версія це порт з PC з можливою роздільною здатністю в 800х600px і всіма роликами у відео форматі. Бонусів не представлено.
PlayStation 2: PS2-версія запускається в низькою роздільною здатністю і має набагато гіршу графіку в порівнянні з іншими версіями. Як бонусом версія володіє новою місією на електростанції, створеної спеціально для PS2.
Nintendo GameCube: дана версія має деталізованішу графіку, ніж PS2-версія і запускається в тій же роздільній здатності, що і Xbox-версія. Присутня можливість з'єднання з GBA, в цьому випадку на GBA виводиться карта рівня. Крім цього GC-версія включає нову зброю у вигляді липких бомб.

## Культурні відсилання
- При першому відвідуванні китайського посольства, кодової фразою Фішера на зустрічі зі зв'язковим є «Яскравий холодний день в Квітні» — це перша пропозиція в книзі Джорджа Оруелла «1984».
- У будівлі ЦРУ можна знайти кімнату, що містить різні речі на тему НЛО і електронний лист на комп'ютері написане 'Ф. М. ФБР '- посилання на спеціального агента Фокса Малдера з серіалу «Секретні матеріали».
- У місії в Китайському посольстві на площі після каналізаційного люка можна побачити радянський плакат з російським написом «Слава червоної армії!».